# Rita Bentley
Rita Bentley (16 luglio 1931 – Hungerford, 26 ottobre 2016) è stata una tennista e hockeista su prato britannica.

## Biografia
Si è sposata con David Lauder e da quel momento è scesa in campo con il cognome da coniugata.

## Carriera
In singolare ha raggiunto i quarti di finale agli Australian Championships 1963 dove è stata sconfitta da Margaret Court e agli U.S. National Championships 1967 dove si è arresa a Lesley Turner.
Ha raggiunto i quarti di finale in Australia e ai Championships anche nel doppio femminile e nel doppio misto, sempre con partner diversi. Nel 1965 ha vinto i New Zealand Championships sconfiggendo in finale Jill Blackman mentre ai Canadian Open ha vinto il titolo nel 1966 ed è stata sconfitta in finale l'anno successivo da Kathleen Harter.
Ha fatto parte della squadra britannica di Wightman Cup nel 1966.